# Alois Schadt
Alois Schadt war ein fränkischer Politiker und Mitglied der Kammer der Abgeordneten der Bayerischen Ständeversammlung.
Alois Schadt war Bierbrauer und Landwirt in Monheim. Von 1825 bis 1828 gehörte er ein erstes Mal als Abgeordneter der Klasse V der Bayerischen Ständeversammlung an. Am 17. März 1834 rückte er als Nachfolger des entlassenen Jakob Johann Herrle noch einmal in die Kammer nach, der er dann bis 1837 angehörte.